# Gosia Dobrowolska

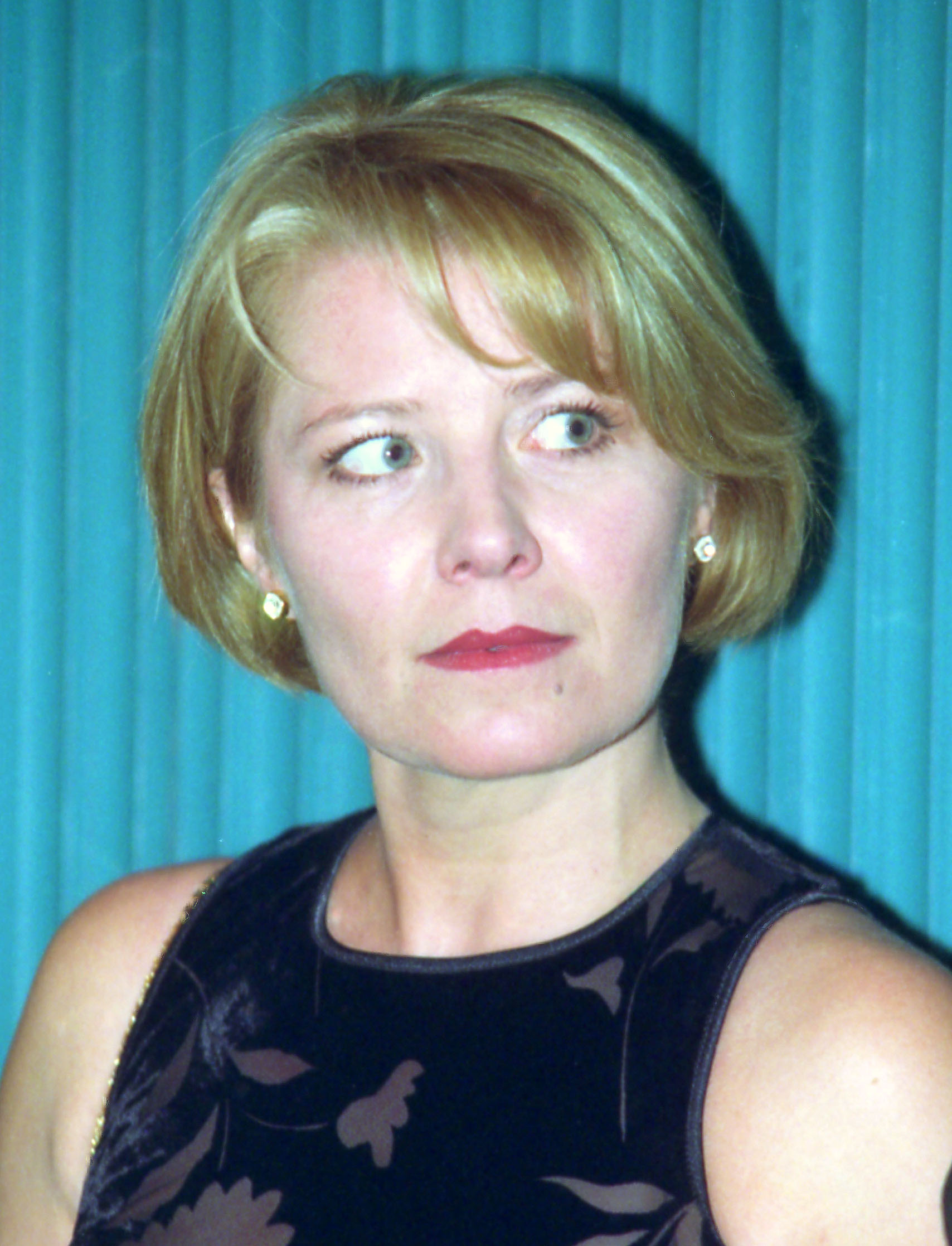
Gosia Dobrowolska im Jahr 1999

Gosia Dobrowolska (* 2. Juni 1958 in Kamienna Góra, Polen) ist eine polnisch-australische Schauspielerin.

## Leben
Gosia Dobrowolska wurde 1958 in Kamienna Góra geboren, einer Stadt unweit der Grenze zur damaligen CSSR. Sie studierte an der Schauspielschule am Polnischen Theater in Breslau, wo sie 1980 ihren Abschluss machte. Sie gab ihr Leinwanddebüt in dem Film Schauder (im Original Dresze) von Wojciech Marczewski, der bei der Berlinale 1982 den Silbernen Bären gewinnen konnte und auch beim Filmfestival in Danzig den Silbernen Löwen. Eine weitere Rolle in Wiesław Saniewskis Film Unter Aufsicht (im Original Nadzorze) lehnte sie wenig später unerwartet ab. Im Jahr 1982 wanderte sie nach Australien aus, da sie in der damaligen Zeit in ihrer polnischen Heimat nicht die besten Perspektiven sah und ihr Mann noch mehr dazu neigte, das Land zu verlassen.
In Australien lernte sie Regisseur Philip Keir kennen, der ihr eine Rolle in einem Stück anbot. So begann sie acht Monate nach ihrer Ankunft professionell an einem Theater zu proben. 1984 ergab sie die Möglichkeit in dem Film Silver City die Hauptrolle, eine polnische Emigrantin, zu spielen. Dadurch ergaben sich weitere Angebote in Film und Fernsehen, unter anderem The Surfer, Phobia oder Around the World in Eighty Ways. Mit Regisseur Paul Cox drehte sie insgesamt acht Filme zusammen, darunter Geschichte einer Frau oder Golden Braid. Fast zwei Jahrzehnte nach ihrer Ausreise spielte sie wieder in einem polnischen Film. In dem Film Tydzien z zycia mezczyzny spielte sie die Ehefrau eines Staatsanwalts, der von Regisseur Jerzy Stuhr gespielt wurde. Für diese Rolle erhielt sie beim Polnischen Filmpreis eine Nominierung als Beste Hauptdarstellerin.

## Filmografie
- 1981: Schauder (Dresze)
- 1984: Silver City
- 1992: Lawinen über Tolzbad
- 1999: Tydzien z zycia mezczyzny